# Institut Warburg
Pour les articles homonymes, voir Warburg (homonymie).
L'Institut Warburg est un centre de recherche qui fait partie de l'université de Londres, School of Advanced Study (en) ; il est spécialisé dans l'étude des influences de l'Antiquité classique sur la civilisation occidentale.

## Histoire
L'institut a été fondé par l'historien de l'art Aby Warburg (1866-1929) et conserve sa bibliothèque, qui comprenait de son temps 60 000 ouvrages. Celui-ci assurait avoir renoncé à l'héritage familial au profit de son frère, en échange de la promesse que ses parents lui achèteraient tous les livres qu'il souhaitait. Sa collection grandit alors au fil de ses centres d'intérêt (Renaissance, occultisme, Première Guerre mondiale, antisémitisme, Indiens Hopis et Pueblos, etc.). En 1926, la bibliothèque se dote d'un institut de recherches. Le centre porte alors le nom de « Bibliothèque Warburg des sciences de la culture » (Kulturwissenschaftliche Bibliothek Warburg) et appartient à l'université de Hambourg. Il siège dans un bâtiment construit spécialement pour lui, avec une salle de lecture en ellipse. Avec l'arrivée d'Adolf Hitler au pouvoir en 1933, les chercheurs de l'institut choisissent l'exil, Aby Warburg étant lui-même d'origine juive, dans un contexte également marqué par les autodafés nazis. En décembre de la même année, la collection est embarquée en secret sur les steamers l'Hermia et le Jessica vers le Royaume-Uni.
En 1944, l'institut est placé sous la coupe de l'université de Londres. Après plusieurs déménagements dans la capitale britannique, il s'installe en 1958 dans le quartier de Bloomsbury, au sein d'une demeure de maître de Woburn Square, banale mais fonctionnelle. Il attire dès lors des intellectuels du monde entier, séduits par la richesse de ses collections.
Devant l'augmentation du coût de l'institut, notamment en raison de la spéculation immobilière dans le quartier de Bloomsbury, qui fait augmenter les loyers, l'organisme est en sursis au début du XXIe siècle. En 2014, la Haute-Cour du Royaume-Uni estime finalement que ces collections ne doivent pas être dispersées et que l'université de Londres doit continuer de financer les activités de l'institut. Cette dernière fait appel.
L'emblème de l'institut a pour source un incunable de 1472 que possède sa bibliothèque, reproduisant un texte du théologien Isidore de Séville. Le Monde explique : « Outre la continuité entre l'Antiquité et le monde moderne, cet emblème symbolise l'harmonie cosmique et l'unité des savoirs, aujourd'hui perdus dans la spécialisation des sciences ».
Parmi les chercheurs associés à l'institut on compte Ernst Cassirer, Henri Frankfort, Ernst Gombrich, Arnaldo Momigliano, Erwin Panofsky, Edgar Wind ou encore Frances Yates.

## Collections
Elle compte désormais plus de 350 000 volumes (dont environ 100 000 en histoire de l'art) et 1 500 périodiques vivants, des manuscrits ésotériques, auxquels s'ajoutent les collections numériques. Il possède aussi une collection photographique de 350 000 images et un service d'archives qui conserve les archives de l'institut, celles d'Aby Warburg (dont 30 000 lettres ainsi que des fiches et des notes sur les livres) et d'Ersnt Gombrich. Institut de recherche, il accueille des colloques, des séminaires et des projets de recherche à court et long terme. Il offre deux diplômes de MA (master of arts) en un an, l'un en histoire culturelle et intellectuelle (1300-1600) et le second, en collaboration avec la National Gallery, en histoire de l'art et muséologie, et prépare au doctorat (PhD). Il propose des formations intensives, en particulier en latin de la Renaissance, tous les ans en septembre. Il offre chaque année des bourses de recherche qui lui permettent d'accueillir de jeunes chercheurs britanniques et étrangers. Il accueille des étudiants d'autres établissements pour des séjours temporaires (occasional students). En collaboration avec l'Institut Courtauld, le Warburg publie une revue scientifique, le Journal of the Warburg and Courtauld Institutes. Il publie aussi des actes de colloques et des essais universitaires.

## Directeurs de l’Institut après la mort d'Aby Warburg (1929)
- 1929-1948 : Fritz Saxl
- 1949-1954 : Henri Frankfort
- 1955-1959 : Gertrud Bing
- 1959-1976 : Ernst Gombrich
- 1976-1990 : Joseph Burney Trapp
- 1991-2001[3] : Nicholas Mann (en)
- 2002[3]-2010[4] : Charles Hope
- 2010[4]-2014 : Peter Mack
- 2014-2015 : Raphaële Mouren (directrice par intérim)
- 2015-2017 : David Freedberg
- 2017 : Michelle O'Malley (directrice par intérim)
- Depuis 2017 : Bill Sherman